# 吳義仁
吳義仁（英語：Ren Ng，1979年9月21日—）是一名馬來西亞裔美國科學家，現任加利福尼亞大學柏克萊分校電子工程與電腦科學系副教授。他是加州山景城創業公司Lytro的創辦人、執行董事長兼執行長。Lytro是根據吳義仁在史丹佛大學的研究生研究成果開發的消費級光場相機。Lytro於2018年3月底停止營運。

## 生平
吳義仁出生於馬來西亞，9歲時移民到澳大利亞。他於2001年獲得史丹佛大學數學與計算科學學士學位，2002年獲得計算機科學碩士學位，2006年獲得計算機科學博士學位。他的博士論文《數位光場攝影》（Digital Light Field Photography）獲得2006年ACM博士論文獎。

## 商業生涯
吳義仁曾於2000年6月至2000年9月和2003年6月至2003年9月在史丹佛大學學習期間在微軟實習。2006年畢業後，吳義仁創立Lytro公司，並擔任執行長長達六年多。2012年6月29日，吳義仁宣布他將辭去執行長一職，以便將更多時間用於公司的願景，減少對公司日常營運的投入。吳義仁也將擔任執行董事長，並繼續全職在Lytro工作。時任執行董事長的查爾斯·凱擔任臨時執行長，直到2013年3月，經過長時間的外部物色，吳義仁選擇了前寧首席執行官傑森·羅森塔爾（Jason Rosenthal）擔任Lytro的新任執行長。

## 學術生涯
2013年，吳義仁榮獲英國皇家攝影學會頒發的塞爾溫獎，該獎項授予35歲以下成功開展與成像相關的科學研究的人。
2015年7月，吳義仁成為加利福尼亞大學柏克萊分校工程學院電子工程與計算機科學系助理教授。

## 外部連結
- Lytro - Home （页面存档备份，存于）
- Ren Ng EECS Profile at UC Berkeley （页面存档备份，存于）